# Família Aspieta
Aspieta (em grego: Ἀσπιέτης; do armênio: ասպետ aspet, "ginete, cavaleiro"), forma feminina Aspietina (Ἀσπιετίνα) ou Aspietissa (Ἀσπιέτισσα), foi o sobrenome de uma família nobre bizantina de origem armênia ativa nos séculos XII-XV. Apesar da menção de uma "grande e numerosa linhagem dos chamados Aspetianos" pelo historiador bizantino do século VI Procópio de Cesareia, os posteriores Aspietas parecem ter sido inteiramente alheios a estes, embora alegassem serem descendentes da dinastia arsácida.
O primeiro membro conhecido da família Aspieta foi um general de Aleixo I Comneno (r. 1081–1118) ativo no começo do século XII. Começando com o estudioso do século XVII Du Cange, sucessivos historiadores, incluindo Ferdinand Chalandon, Steven Runciman e Konstantinos Varzos, identificaram-o com Oshin de Lampron. Em 1924, contudo, Joseph Laurent rejeitou esta identificação, e foi seguido por alguns estudiosos modernos desde então.
Muitos dos membros conhecidos da família serviram como comandantes militares: além do original Aspieta/Oshin, outro membro da família lutou e foi morto na batalha de Dirráquio em 1081; Miguel Aspieta foi um general sob Manuel I Comneno (r. 1043–1180) e Isaac II Ângelo (r. 1185-1195; 1203-1204); Aleixo Aspieta serviu como comandante de Serres em 1195 e foi proclamado imperador em 1204, enquanto um membro da família chefiou uma embaixada à Saladino (r. 1174–1193) em 1189.A família é ainda extensivamente atestada no período Paleólogo, onde pertenceu a nobreza latifundiária e casou com outras famílias nobres, embora nenhum de seus membros conseguiu subir a ofícios seniores.